# Муса Каллон
Муса Каллон (англ. Musa Kallon, нар. 8 квітня 1970, Кенема) — сьєрралеонський футболіст, що грав на позиції нападника. По завершенні ігрової кар'єри — тренер. Відомий за виступами у низці сьєрралеонських і закордонних футбольних клубів, а також у складі національної збірної Сьєрра-Леоне.

## Клубна кар'єра
Муса Каллон народився у 1970 році в місті Кенема. У 1986 році він розпочав виступи на футбольній команді «Майті Блекпул», у 1987 році грав у складі іншого сьєрралеонського клубу «Іст-Енд Лайонс», а в 1988 році повернувся до складу «Майті Блекпул», у складі якого в цьому році став чемпіоном країни та володарем Кубка Сьєрра-Леоне. У 1989—1993 роках Муса Каллон грав у складі камерунських клубів «Юніон Дуала» і «Расінг» (Бафусам), і за цей час тричі ставав чемпіоном Камеруну. У 1994—1995 роках сьєрралеонський форвард грав у складі турецького клубу «Ванспор». У 1995—1996 роках Каллон грав у румунському клубі «Спортул Студенцеск». У 1996 році Муса Каллон став гравцем індонезійського клубу «ПСМ Макасар», пізніше грав у складі індонезійських клубів «Персікота» (Тангеранг) і «Персебая» (Сурабая), й у 1999 році завершив виступи на футбольних полях.

## Виступи за збірну
У 1990 році Муса Каллон дебютував у складі національної збірної Сьєрра-Леоне. У складі збірної грав у фінальній частині Кубка африканських націй 1996 року, проте збірна Сьєрра-Леоне не подолала на ньому груповий бар'єр. У складі збірної Муса Каллон грав до 1998 року, проте інших успіхів на міжнародній арені команда Сьєрра-Леоне не добилась.

## Тренерська кар'єра
У 2003 році Муса Каллон очолював юнацьку збірну Сьєрра-Леоне віком гравців до 17 років на юнацькому чемпіонаті Африки, де команда зайняла друге місце, та на юнацькому чемпіонаті світу 2003 року. У 2004—2005 роках Муса Каллон очолював клуб «Каллон», власником якого є його брат, пішов у відставку у зв'язку зі скандалом із вибіганням його дочки на футбольне поле, отримав також річну дискваліфікацію. У 2007 році він очолював сьєрралеонський клуб «Сентрал Парад»,а в 2015—2016 роках очолював клуб «Олд Едвардіанс».

## Особисте життя
Муса Каллон є найстаршим братом колишніх футболістів збірної Сьєрра-Леоне Кемокаї Каллона та Мохамеда Каллона.